# 市镇行政机构 (比利时)
在比利时，行使市级行政权力的机构在弗拉芒大區和布鲁塞尔首都大区称作市长和市政官理事会（荷蘭語：college van burgemeester en schepenen），在瓦隆大区称作市镇理事会（法語：collège communal）。
市长和市政官理事会/市镇理事会由市长和2-9名市政官组成，具体人数依市镇人口而定。
市政官由市议会自行任命。市议会还确定市政官的排名，排名对谁会在市长缺席期间担任代理市长非常重要。
通常情况下，理事会以协商一致方式作出决定。理事会的所有决定都记录在公开的报告中。